# Francesca Galli
Francesca Galli (* 5. Juli 1960 in Desio) ist eine ehemalige italienische Radrennfahrerin.
1979 wurde Francesca Galli italienische Meisterin im Straßenrennen; 1980 gewann sie den Trofeo Alfredo Binda-Comune di Cittiglio . 1987 wurde sie gemeinsam mit Monica Bandini, Roberta Bonanomi und Imelda Chiappa Dritte der UCI-Straßen-Weltmeisterschaften 1987 in Villach. Im Jahr darauf, bei den Weltmeisterschaften in Ronse, errang die italienische Mannschaft mit Galli, Bonanomi, Bandini  und Maria Canins den Titel. 1989 wurde das italienische Team in derselben Zusammensetzung Vize-Weltmeister.